# Rod Schutt
Rodney Gordon „Rod“ Schutt (* 13. Oktober 1956 in Bancroft, Ontario) ist ein ehemaliger kanadischer Eishockeyspieler, der im Verlauf seiner aktiven Karriere zwischen 1973 und 1986 unter anderem 308 Spiele für die Canadiens de Montréal, Pittsburgh Penguins und Toronto Maple Leafs in der National Hockey League (NHL) auf der Position des linken Flügelstürmers bestritten hat. Seinen größten Karriereerfolg feierte Schutt jedoch in Diensten der Nova Scotia Voyageurs aus der American Hockey League (AHL) mit dem Gewinn des Calder Cups im Jahr 1977. Im selben Jahr gewann er in der Liga, in der er über 400 Spiele absolvierte, auch den Dudley „Red“ Garrett Memorial Award.

## Karriere
Schutt spielte zu Beginn seiner Juniorenzeit zunächst unterklassig bei den Pembroke Lumber Jacks in der Canadian Junior Hockey League (CJHL), ehe er zur Saison 1972/73 zu den Sudbury Wolves in die Ontario Hockey Association (OHA) bzw. die spätere Ontario Major Junior Hockey League (OMJHL) wechselte. Für die Wolves lief der linke Flügelstürmer insgesamt drei Spielzeiten lang auf. Seine 104 Scorerpunkte in seinem zweiten und 135 in seinem dritten Ligajahr in der regulären Saison bescherten ihm jeweils einen Platz unter den besten 15 Scorern und einen Platz im First All-Star Team. Die Playoffs der Saison 1975/76 schloss er als Topscorer ab. Seine Leistungen blieben auch im Profibereich nicht unbeachtet und so wurde Schutt sowohl im NHL Amateur Draft 1976 in der ersten Runde an 13. Stelle von den Canadiens de Montréal aus der National Hockey League (NHL) als auch im WHA Amateur Draft 1976 in der zweiten Runde an 14. Position von den Cleveland Crusaders aus der zu dieser Zeit mit der NHL in Konkurrenz stehenden World Hockey Association (WHA) ausgewählt.
Zur Spielzeit 1976/77 wechselte der Kanadier schließlich in den Profibereich, konnte sich im gut besetzten Kader der Canadiens de Montréal aber nicht durchsetzen. Mit Ausnahme von zwei NHL-Einsätzen für die Habs spielte Schutt die zwei Spielzeiten bis zum Sommer 1978 für Montréals Farmteam in der American Hockey League (AHL), die Nova Scotia Voyageurs. In seinem AHL-Rookiejahr konnte der 20-Jährige in insgesamt 92 Partien 100 Scorerpunkte sammeln. Er gewann mit den Voyageurs den Calder Cup und wurde zudem mit dem Dudley „Red“ Garrett Memorial Award als Liganeuling des Jahres ausgezeichnet. In seinem zweiten Spieljahr mit den Voyageurs sammelte der Angreifer erneut über 90 Punkte. Aufgrund der Perspektivlosigkeit in der Organisation der Canadiens wurde Schutt im Oktober 1978 zunächst im Tausch für Pierre Bouchard an die Washington Capitals abgegeben. Obwohl sich der Stürmer bereits dort auf die Saison 1978/79 vorbereitete, negierte die Liga unter dem damaligen Präsidenten John Ziegler das Transfergeschäft, da Bouchard zuvor im NHL Waiver Draft von den Capitals ausgewählt worden war und die Regularien derartige Rückholgeschäfte in dieser Form nicht erlaubten. Die Canadiens erwirkten schließlich einen Transfer zu den Pittsburgh Penguins, wohin sie das junge Talent gegen ein Erstrunden-Wahlrecht im NHL Entry Draft 1981 eintauschten. Dort schaffte der Stürmer auf Anhieb den Sprung ins NHL-Aufgebot und absolvierte dort zunächst drei komplette Spielzeiten, in deren bester er an der Seite von Peter John Lee und Greg Malone 60 Punkte sammelte und dabei zweimal mehr als 20 Tore erzielte.
Mit Beginn der Saison 1981/82 bereiteten Rückenprobleme dem Offensivspieler immer wieder große Probleme und bremsten seine Entwicklung. Er verbrachte signifikante Teile der folgenden drei Jahre bei Pittsburghs Farmteams in der AHL – zunächst den Erie Blades, anschließend den Baltimore Skipjacks. Im Sommer 1984 verließ er nach insgesamt sechs Jahren die Organisation der Penguins und heuerte in Ermangelung lukrativer Angebote bei den Muskegon Lumberjacks aus der International Hockey League (IHL) an. Dort bestritt Schutt eine nahezu verletzungsfreie Saison, in der er die Lumberjacks in die Finalserie der Playoffs um den Turner Cup führte, die allerdings im entscheidenden siebten Spiel an die Peoria Rivermen ging. Die überzeugende Leistung in der Saison 1984/85 bescherte dem Kanadier im Oktober 1985 – zu diesem Zeitpunkt galt er als Free Agent – einen Vertrag bei den Toronto Maple Leafs. Allerdings kam er dort im Verlauf der Spielzeit 1985/86 nur zu sechs Einsätzen und verbrachte die restliche Zeit bei deren AHL-Kooperationspartner St. Catharines Saints. Im Sommer 1986 zog sich der 29-Jährige aufgrund anhaltender Rückenprobleme aus dem Profisport zurück.

## Erfolge und Auszeichnungen
| - 1973 CJHL Second All-Star Team - 1975 OMJHL First All-Star Team - 1976 Topscorer der OMJHL-Playoffs - 1976 OMJHL First All-Star Team | - 1977 Calder-Cup-Gewinn mit den Nova Scotia Voyageurs - 1977 Dudley „Red“ Garrett Memorial Award |

## Karrierestatistik
(Legende zur Spielerstatistik: Sp oder GP = absolvierte Spiele; T oder G = erzielte Tore; V oder A = erzielte Assists; Pkt oder Pts = erzielte Scorerpunkte; SM oder PIM = erhaltene Strafminuten; +/− = Plus/Minus-Bilanz; PP = erzielte Überzahltore; SH = erzielte Unterzahltore; GW = erzielte Siegtore; 1 Play-downs/Relegation; Kursiv: Statistik nicht vollständig)